# Gamera 3 - Iris kakusei
Gamera 3 - Iris kakusei (ガメラ3 邪神覚醒? lett. "Gamera 3 - Il risveglio di Iris"), noto in inglese come Gamera 3: Revenge of Iris, Gamera 3: Awakening of Iris o Gamera 3: Incomplete Struggle, è un film del 1999 diretto da Shūsuke Kaneko, terzo capitolo della trilogia Heisei dedicata alla tartaruga gigante.
La pronuncia effettiva del titolo 邪神覚醒 sarebbe stata Jashin Kakusei ("il risveglio del dio malvagio"), ma la pronuncia è stata modificata con dei furigana in Iris (イリス?).

## Trama
Anno 1999: un gruppo di mostri vampiri Gaos attaccano la città di Tokyo, provocando una strage. Gamera accorre in aiuto degli umani, ma nello scontro nel quale il tartarugone esce vincitore, migliaia di persone perdono la vita. La dottoressa Mayumi Naganime, già apparsa nel primo film della trilogia, suppone che l'onda Mana, utilizzata da Gamera per uccidere il mostro Legion nel 1996, abbia creato un ambiente favorevole alla moltiplicazione dei Gaos.
Il governo giapponese, ritenendo la tartaruga gigante responsabile di tutto ciò, mobilita l'esercito per distruggere Gamera. Intanto la giovane Ayana Hirasaka, che ritiene Gamera responsabile della morte dei genitori, trova un grande uovo, ritenuto maledetto secondo una leggenda, che si schiude rivelando un piccolo mostro, che Ayana chiama Iris, in memoria del suo vecchio gatto. Non sa però che Iris è un'alterazione genetica dei Gaos, e che anche lui si nutre di sangue. Iris richiude in un bozzolo la ragazza, che viene fortunatamente salvata dal suo migliore amico. Due fanatici, Asukura e Kurata Shinji, che credono che Gamera sia uno spirito maligno, vogliono sfruttare l'odio di Ayana per Gamera per utilizzare Iris (la ragazza ha un amuleto simile a quello posseduto dalla giovane Asagi, apparsa anche nei due film precedenti, andato distrutto nello scontro con Legion) contro la tartaruga.
Iris, che ha ormai raggiunto una grandezza spropositata grazie al sangue assorbito da varie persone, punta verso Tokyo ignorando gli attacchi dell'esercito. Asagi e Mayumi corrono alla capitale per fermare i due pazzi, ma solo per incorrere nel combattimento tra i due titani. Nello scontro muoiono sia Asukura che Kurata, e Ayana viene assorbita all'interno di Iris. In una visione la ragazza scopre che è stato Gaos, e non Gamera ad aver ucciso i suoi genitori. Gamera, immobilizzato dall'avversario, riesce a liberarsi solo mozzandosi volontariamente la mano destra, libera Ayana e uccide Iris. Mayumi ed Asagi tentano invano di rianimare la ragazza, ma Gamera la resuscita con un ruggito. Un'altra sfida però attende la tartaruga gigante: uno stormo composto da migliaia di Gaos sta puntando verso il Giappone.